# Goździeniec gliniasty

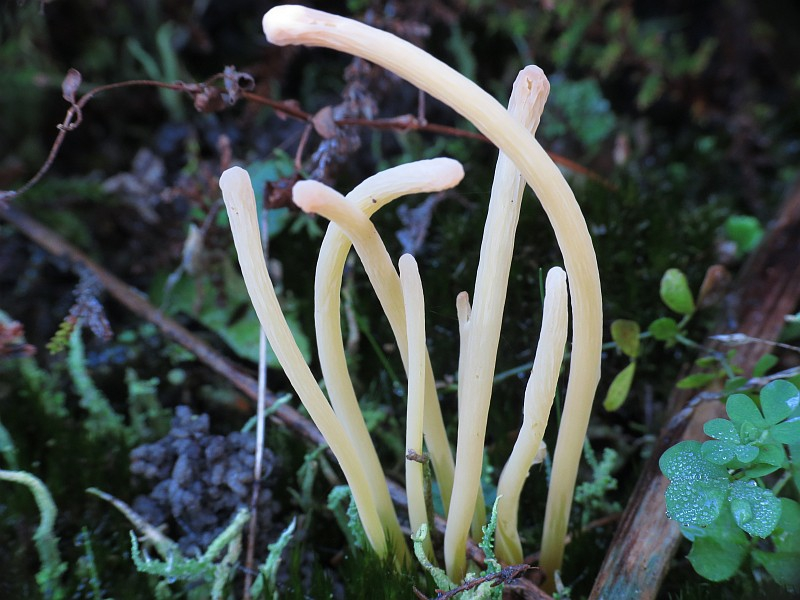

Goździeniec gliniasty (Clavaria argillacea  Pers.) – gatunek grzybów należący do rodziny goździeńcowatych (Clavariaceae).

## Systematyka i nazewnictwo
Pozycja w klasyfikacji według Index Fungorum: Clavaria, Clavariaceae, Agaricales, Agaricomycetidae, Agaricomycetes, Agaricomycotina, Basidiomycota, Fungi.
Po raz pierwszy opisał go w 1797 roku Christiaan Hendrik Persoon i nadana przez niego nazwa naukowa jest ważna. Synonimy:

- Clavaria argillacea Fr. 1821 var. argillacea
- Clavaria argillacea var. brevispora Corner 1950
- Clavaria argillacea var. gracillima Corner 1950
- Clavaria argillacea var. pusilla Corner 1967
- Clavaria argillacea var. sphagnicola Corner 1950
- Geoglossum argillaceum (Pers.) Fr. 1818
- Geoglossum argillaceum (Pers.) Fr. 1818 var. argillaceum
- Geoglossum argillaceum var. montanum Fr. 1818

Polską nazwę nadali Barbara Gumińska i Władysław Wojewoda w 1983 r.

## Morfologia
Owocnik
Grzyby klawarioidalne o bazydiokarpach tworzących niewielkie skupiska. Pojedynczy ma postać maczugowatej pałeczki o wysokości do 15 cm i grubości 2–12 mm, zazwyczaj prostej, czasami robakowato wygiętej. Powierzchnia gładka lub nieregularnie prążkowana, zazwyczaj matowa, cytrynowożółta, czasami z szarym lub oliwkowym odcieniem. Miąższ białawy, kruchy i bez wyraźnego zapachu i smaku.
Cechy mikroskopowe
Strzępki bezbarwne i przezroczyste (hialinowe), o szerokości 2–15 μm, bez sprzążek. Podstawki maczugowate, o długości do 45–50 μm ze sprzążką bazalną. Zarodniki cylindryczne, cienkościenne, hialinowe, o rozmiarach (8–) 10 –12 × 4 –5 μm.
Gatunki podobne
Najłatwiej odróżnić goździeńca gliniastego od innych goździeńców po żółtawej barwie i występowaniu w towarzystwie roślin wrzosowatych. Mikroskopowo odróżnia się stosunkowo dużymi i cylindrycznymi zarodnikami.

## Występowanie i siedlisko
Znane jest występowanie tego gatunku tylko we wschodniej części Ameryki Północnej, Europie i Nowej Zelandii. W Europie jest szeroko rozprzestrzeniony; występuje od Hiszpanii po Islandię i północne rejony Półwyspu Skandynawskiego (około 68° szerokości geograficznej). W Polsce gatunek rzadki. Znajduje się na Czerwonej liście roślin i grzybów Polski. Ma status R – gatunek potencjalnie zagrożony z powodu ograniczonego zasięgu geograficznego i małych obszarów siedliskowych. Znajduje się na listach gatunków zagrożonych także w Niemczech i Holandii. W piśmiennictwie naukowym na terenie Polski do 2003 r. podano 8 stanowisk tego gatunku. Więcej stanowisk i aktualnych podaje internetowy atlas grzybów.
Grzyby naziemne występujące w lasach i zaroślach, wśród traw i mchów na wrzosowiskach i torfowiskach. Pojawiają się od lipca do listopada. Zazwyczaj rosną kępkami. Prawdopodobnie tworzy mykoryzę z roślinami z rodziny wrzosowatych.